# Xylocarpus granatum
Xylocarpus granatum es una especie de mangle perteneciente a la familia Meliaceae. 

## Descripción
Es un árbol o arbusto del litoral perfectamente glabro. Hojas 4-8 a pares, raramente 1 o 3-conjugado, o una de las hojuelas laterales deficientes; foliolos coriáceos eliptios o oblanceolados oblongos, obtusos, generalmente cuneiformes o reducidos al pecíolo. Las flores en cimas axilares corto racemosas o panículas subterminales o racimos casi simples que suelen ser mucho más cortos que las hojas. Los frutos tienen el tamaño de la cabeza de un niño; el pericarpio se separa en 4 válvas. Las semillas son muy grandes, angulares, con testa de corcho grueso.

## Distribución
Se encuentra en África, Asia, Australasia y las islas del Océano Pacífico.

## Taxonomía
Xylocarpus granatum fue descrita por Johann Gerhard Koenig y publicado en Der Naturforscher 20: 2. 1784.
Etimología
Xylocarpus: nombre genérico que deriva del griego y significa "fruto leñoso".
granatum: epíteto latíno que significa "con muchas semillas"
Sinonimia
- Amoora salomoniensis C.DC.
- Carapa granatum (J.Koenig) Alston
- Carapa obovata Blume
- Granatum obovatum (Blume) Kuntze
- Xylocarpus obovatus (Blume) A.Juss.[8]